# 13868 Каталонія
13868 Каталонія (13868 Catalonia) — астероїд головного поясу, відкритий 29 грудня 1999 року.
Тіссеранів параметр щодо Юпітера — 3,422.